# Psicanálise

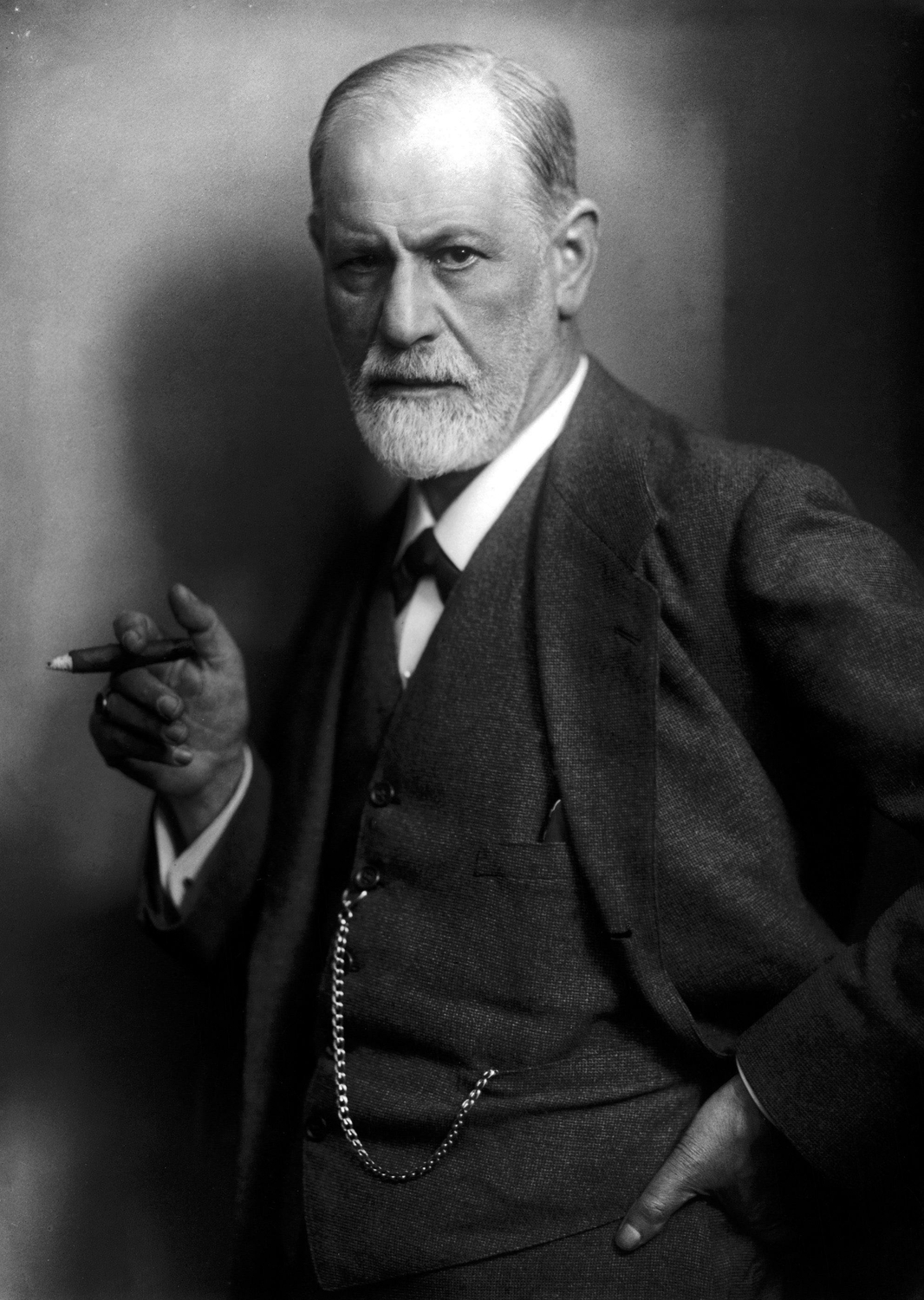
Sigmund Freud, o pai da psicanálise

Psicanálise (do grego antigo ψυχή, transl. psychḗ: 'respiração, sopro, alma', e ἀνάλυσις, transl.: análysis: 'dissecção', no sentido de 'exame da alma') é uma abordagem clínica da psicologia voltada para a investigação teórica da psique humana, desenvolvida por Sigmund Freud, médico neurologista, que se formou em 1881, trabalhou no Hospital Geral de Viena e teve contato com o neurologista francês Jean-Martin Charcot, que lhe apresentou o uso da hipnose.
Freud, médico neurologista austríaco, propôs este método para a compreensão e análise da psique humana, compreendido enquanto sujeito do inconsciente, abrangendo três áreas. Primeiro, como um método de investigação do psiquismo e seu funcionamento. Segundo, como um sistema teórico sobre a vivência e o comportamento humano. E, por fim, como um método de tratamento caracterizado pela aplicação da técnica da livre associação.
Essencialmente é uma teoria da personalidade e um procedimento de psicoterapia; a psicanálise influenciou muitas outras correntes de pensamento e disciplinas das ciências humanas, gerando uma base teórica para uma forma de compreensão da ética, da moralidade e da cultura humana. Em linguagem comum, o termo "psicanálise" é muitas vezes usado como sinônimo de "psicoterapia" ou mesmo de "psicologia". Em linguagem mais própria, no entanto, psicologia refere-se à ciência que estuda o comportamento e os processos mentais, psicoterapia ao uso clínico do conhecimento obtido por ela, ou seja, ao trabalho terapêutico baseado no corpo teórico da psicologia como um todo, e psicanálise refere-se à forma de psicoterapia baseada nas teorias oriundas do trabalho de Sigmund Freud. "Psicanálise" é, assim, um termo mais específico, sendo uma entre muitas outras abordagens de psicoterapia.
Desde os seus primórdios, nos primeiros anos do século XX, o status epistemológico da psicanálise tem sido objeto de infindáveis discussões, que frequentemente giram em torno do seu enquadramento (ou não) como ciência. Ao contrário do que Freud intencionava a princípio, a psicanálise não é geralmente considerada como uma ciência da natureza. Alguns críticos, notadamente Karl Popper, a consideram mesmo como pseudociência, por não ser falseável. Paralelamente, há autores que a consideram dotada de características de ciência, enquanto outros a afirmam como filosofia ou como um saber. Por fim, há quem considere a classificação da psicanálise - seja como "uma hermenêutica, uma ética ou apenas uma técnica" - como uma questão irrelevante.
Freud distinguiu entre os domínios consciente e inconsciente da psique e sustentou a visão de que os conteúdos do inconsciente determinam em grande parte a cognição e o comportamento. Constatou que muitas das pulsões – visto que seu modelo estrutural está localizado no “id” – são reprimidas no inconsciente devido a experiências traumáticas durante a infância, e que a tentativa de integrá-las à percepção consciente do ego desencadeia a resistência. Este e outros mecanismos de defesa buscam manter a repressão; isso é acompanhado por conflitos entre as partes pulsionais inconscientes e o material consciente, podendo levar a distúrbios mentais. Freud também descobriu que os desejos das pulsões reprimidos no inconsciente se revelam particularmente nos símbolos da interpretação dos sonhos, bem como nos sintomas da neurose e nos lapso freudiano. A psicanálise, ou simplesmente terapia analítica, foi desenvolvida com o intuito de esclarecer as causas dos distúrbios diagnosticamente e de restaurar a saúde mental com base nesses insights. Isso é possível ao permitir que o consciente tome conhecimento das necessidades do id, reprimidas no inconsciente, e ao encontrar uma solução realista para resolver os conflitos. Freud resumiu esse objetivo terapêutico em sua demanda “Onde havia o id, o ego se tornará”. Ele atribuiu grande importância à consistência de seu modelo estrutural e à sua compatibilidade com os achados da biologia, incluindo uma teoria bem fundamentada do desenvolvimento humano saudável, que se completa naturalmente em três fases sucessivas: a fase oral, anal e genital. Os psicanalistas atribuem grande ênfase às experiências da primeira infância e à abolir a amnésia infantil.
No ambiente tradicional freudiano, o paciente deita-se em um divã, e o analista senta-se logo atrás ou de alguma forma fora de vista. O paciente deve expressar todos os seus pensamentos, segredos e sonhos, incluindo as associações livres e as fantasias. Além de sua tarefa de fortalecer o ego com sua capacidade de pensar logicamente – a “primazia do intelecto” – a terapia também tem como objetivo induzir a transferência. Assim, o paciente projeta seus educadores, internalizados em seu superego desde a primeira infância, sobre o analista. Assim como fazia quando bebê e criança pequena, ele experimenta sentimentos de dependência indefesa, o anseio fútil por amor e a raiva, mas agora com a possibilidade de processar esses conteúdos que moldaram sua personalidade.
A partir do conjunto do que é comunicado, o analista deduz conflitos inconscientes com traumas impostos que estão causando os sintomas e problemas de caráter do paciente, e elabora um diagnóstico. Essa explicação acerca da origem da perda da saúde mental e dos processos analíticos como um todo confronta o ego do paciente com os mecanismos de defesa patológicos, fazendo-o tomar consciência deles, bem como dos conteúdos do id que foram reprimidos, auxiliando-o a compreender melhor o mundo em que vive e no qual foi educado. (Todas as pessoas ‘projetam’ conteúdo irracional em tudo. O termo contratransferência significa que o próprio analista projeta algo sobre seu paciente; daí, ele tem um problema pessoal em aberto e precisa procurar seu próprio analista, caso ainda não consiga ajudar a si mesmo devido à inexperiência.) Isso inclui, não menos importante, o fato de que a vertente neurológica da psicanálise forneceu recentemente evidências de que o cérebro armazena experiências em redes neuronais especializadas (função de memória do superego) e que o ego concentra as formas mais elevadas de seu pensamento consciente no lobo frontal.
A psicanálise tem sido uma disciplina controversa desde o início e sua eficácia como tratamento continua sendo contestada, embora sua influência na psicologia e na psiquiatria seja indiscutível. Críticos da teoria a caracterizaram como pseudocientífica, pois conceitos centrais da teoria, como os do id, ego e superego, são infalsificáveis. Os conceitos psicanalíticos também são amplamente utilizados fora do campo terapêutico, por exemplo, no cinema e na crítica literária, na análise de contos de fadas, em perspectivas filosóficas como o Freudo-Marxismo e em outros fenômenos culturais.

## Definição
De acordo com Sigmund Freud, psicanálise é o nome de:
1. Um procedimento para a investigação de processos mentais que são quase inacessíveis por qualquer outro modo;
2. Um método (baseado nessa investigação) para o tratamento de distúrbios neuróticos;
3. Uma coleção de informações psicológicas obtidas ao longo dessas linhas, e que gradualmente se acumulou numa "nova" disciplina científica.

A essa definição elaborada pelo próprio Freud pode ser acrescentada um tratamento possível da psicose e perversão,
Ainda segundo o seu criador, a psicanálise cresceu num campo muitíssimo restrito. No início, tinha apenas um único objetivo — o de compreender algo da natureza daquilo que era conhecido como doenças nervosas ‘funcionais’, com vistas a superar a impotência que até então caracterizara seu tratamento médico. Em sua opinião, os neurologistas daquele período haviam sido instruídos a terem um elevado respeito por fatos físico-químicos e patológico-anatômicos e não sabiam o que fazer do fator psíquico e não podiam entendê-lo. Deixavam-no aos filósofos, aos místicos e — aos charlatães; e consideravam não científico ter qualquer coisa a ver com ele.
Os primórdios da psicanálise datam de 1882 quando Freud, médico recém-formado, trabalhou na clínica psiquiátrica de Theodor Meynert e, mais tarde, em 1885, com o médico francês Charcot, no Hospital Salpêtrière (Paris, França). Sigmund Freud era um médico interessado em achar um tratamento efetivo para pacientes com sintomas neuróticos ou histéricos. Ao escutar seus pacientes, Freud acreditava que seus problemas se originavam da não aceitação cultural; ou seja, seus desejos eram reprimidos, relegados ao inconsciente. Notou também que muitos desses desejos eram fantasias de natureza sexual. O método básico da psicanálise é o manejo da transferência e da resistência. O analisado, numa postura relaxada, é solicitado a dizer tudo o que lhe vem à mente (método de associação livre). Suas aspirações, angústias, sonhos e fantasias são de especial interesse na escuta, como também todas as experiências vividas são trabalhadas em análise. Escutando o analisado, o analista tenta manter uma atitude empática de neutralidade - uma postura de não julgamento, visando a criar um ambiente seguro.
A originalidade do conceito de inconsciente introduzido por Freud deve-se à proposição de uma realidade psíquica, característica dos processos inconscientes. Por outro lado, analisando-se o contexto da época, observa-se que sua proposta estabeleceu um diálogo crítico às proposições de Wilhelm Wundt (1832 — 1920) acerca da psicologia como a ciência que tem como objeto a consciência entendida na perspectiva neurológica da época, ou seja, opondo-se aos estados de coma e alienação mental.
Muitos colocam a questão de como observar o inconsciente. Se a Freud se deve o mérito do termo "inconsciente", pode-se perguntar como teria sido possível, a ele, Freud, ter tido acesso ao inconsciente para poder verificar seu mecanismo, já que não é o inconsciente que dá as coordenadas da ação do homem na sua vida diária. De fato, não é possível abordar diretamente o inconsciente (Ics.), já que o conhecemos somente por suas formações: atos falhos, sonhos, chistes e sintomas diversos expressos no corpo. Nas suas conferências na Clark University (publicadas como "Cinco lições de psicanálise"), Freud recomenda a interpretação como o meio mais simples e a base mais sólida para conhecer o inconsciente.
Outro ponto a ser levado em conta sobre o inconsciente é que ele introduz, na dimensão da consciência, uma opacidade. Isto indica um modelo no qual a consciência aparece, não como instituidora de significatividade, mas sim como receptora de toda significação, desde o inconsciente. Pode-se prever que a mente inconsciente é um outro "eu", e essa é a grande ideia: a de que temos no inconsciente uma outra personalidade atuante, em conjunto com a nossa consciência, mas com liberdade de associação e ação.
O modelo psicanalítico da mente considera que a atividade mental é baseada no papel central do inconsciente dinâmico. O contato com a realidade teórica da psicanálise põe em evidência uma multiplicidade de abordagens, com diferentes níveis de abstração, conceituações conflitantes e linguagens distintas. Mas isso deve ser entendido num dado contexto histórico-cultural e em relação às próprias características do modelo psicanalítico da mente.

O modelo estrutural de Freud, referindo-se à sua metáfora do cavaleiro: a cabeça humana simboliza o ego, enquanto o animal representa o id. De forma dualística e análoga, a energia libidinal se ramifica a partir do id em duas áreas principais: a ânsia mental de saber e a ânsia corporal de agir. Ambas se agrupam em ações no ego com o objetivo de satisfazer as necessidades do id. Isso inclui a percepção e a valoração dos fatores da realidade externa, conduzindo a experiências que o superego internaliza por meio da impressão. Em geral, essa instância contém a socialização que ocorre durante a infância. Se ela complementa as necessidades, o organismo permanece mentalmente saudável – o "cavaleiro" executa a vontade de seu "animal" como se fosse a dele.

Freud distinguiu os domínios consciente e inconsciente da psique e argumentou que os conteúdos do inconsciente determinam, em grande parte, a Cognição e o comportamento. Constatou que muitos dos impulsos – que seu modelo estrutural localiza no “id” – são reprimidos no inconsciente como resultado de experiências traumáticas durante a infância e que as tentativas de integrá‑los à percepção consciente do ego desencadeiam resistência. Esses e outros mecanismos de defesa “desejam” manter a repressão – não menos por meio de enigmas, censura, medo internalizado de punição ou retirada do amor materno – enquanto os instintos afetados resistem. No conjunto, trava‑se uma guerra interna entre o id e os valores conscientes do ego, a qual se manifesta em transtornos mentais mais ou menos conspícuos, embora Freud não equiparasse a normalidade estatística de nossa sociedade ao “saudável”. "A saúde só pode ser descrita em termos metapsicológicos."
Ele descobriu que os impulsos instintivos se expressam de forma mais clara – embora ainda codificados – nos símbolos dos sonhos, bem como nos desvios sintomáticos da Neurose e nos Lapsos freudianos. A psicanálise foi desenvolvida para esclarecer as causas dos distúrbios e restaurar a saúde mental, possibilitando que o ego se torne consciente das necessidades do id, reprimidas no inconsciente, e encontre maneiras realistas de satisfazê‑las e/ou controlá‑las. Freud resumiu esse objetivo terapêutico na demanda “Onde havia id, que se torne ego”, equiparando a libido – energia motriz das necessidades inatas – com o Eros da filosofia socrático‑platônica.

### Ascensão de Édipo
Freud atribuía grande importância à coerência de seu modelo estrutural. A especificação metapsicológica das funções e o entrelaçamento das três instâncias pretendiam assegurar a plena conectividade desse “aparelho psíquico” com as ciências biológicas, em particular com a teoria da evolução das espécies de Darwin, incluindo a humanidade com seu comportamento, capacidade natural de pensar e criatividade tecnológica. Tal entendimento é indispensável para o processo diagnóstico (a “doença” só pode ser percebida como um desvio da “saúde”: a cooperação ideal de todas as funções mental-orgânicas), mas Freud teve que ser modesto. Foi necessário deixar seu modelo da alma humana num estado inacabado, como um “torso”, pois – como afirmou uma última vez em Moisés e Monoteísmo – não havia pesquisa bem fundamentada sobre primatas na primeira metade do século XX. Sem o conhecimento da estrutura social instintiva de nossos parentes geneticamente mais próximos no reino animal – visto que, em vez do único “pai primal superforte” de Freud, estes apresentam grupos masculinos combativos, mas, apesar de sua notável inteligência, ainda sem capacidade para formar organizações políticas – sua tese da horda primordial darwiniana, apresentada para discussão em Totem e Tabu, não pode ser testada e, se necessário, substituída por um modelo realista.
A vida em horda e sua abolição por meio da introdução da monogamia (como um acordo político entre os filhos que assassinaram o antepassado poligâmico da horda) incorporam o núcleo evolutivo e cultural‑histórico da psicanálise. Esse aspecto é decisivo para O mal‑estar na civilização de Freud; dele deriva sua suposição do surgimento do complexo de Édipo na história humana. Isso levou à formulação de regras de comportamento, como a proibição do adultério e do incesto, inaugurando as culturas totêmicas. Todas as fases históricas subsequentes de convivência nas sociedades têm suas raízes nisso, desde o feudalismo até as nações modernas, com seu monoteísmo que centraliza a diversidade totêmica, bem como as organizações militares, políticas e comerciais (ver Psicologia de Grupo e a Análise do Ego).

Ilustração de como hordas autárquicas de caçadores‑coletores começaram a formar organizações intergrupais já no período Neolítico inicial. Segundo Klaus Schmidt, o trabalho político unido desses grupos foi necessário para erguer os monumentos em Göbekli Tepe. Ele também enxerga uma ligação causal entre essa conquista cultural e o surgimento da agricultura na Mesopotâmia, no mítico Jardim do Éden (cf. Atra-Hasis).

A tese de Freud sobre a introdução violenta da coabitação monogâmica contrasta com os relatos enigmaticamente religiosos sobre a origem dos primeiros casais humanos na Terra, vistos como expressão da vontade divina, aproximando‑se, na verdade, de uma antiga estratégia para pacificar conflitos políticos entre os grupos da humanidade neolítica. Exemplos incluem a revolta de Prometeu contra Zeus, que criou Pandora como presente fatal de casamento para Epimeteu com o intuito de dividir e governar os irmãos titânicos; o mito platônico dos homens esféricos, cortados em indivíduos isolados pela mesma razão; e a revolta semelhante dos deuses inferiores no épico do Dilúvio de Atra-Hasis. Contudo, sem uma análise à luz das pesquisas modernas com primatas, como exigido por Freud, essas ideias permanecem como uma hipótese não comprovada da paleoantropologia – meramente uma narrativa conveniente, como espirituosamente denominou um crítico inglês –, embora eu defenda que uma hipótese se justifica se for capaz de criar contexto e compreensão em novas áreas.
Segundo Freud, essa hipótese explica o conflito atual do filho com o pai em relação à sua mãe, denominando essa visão com base na tragédia de Sófocles – Édipo –, complementando‑a com estudos de caso, como a Fobia de um menino de cinco anos. Contudo, o autor não apenas identificou esse complexo e a síndrome de fixação oral de Narciso, que regressa ao líquido amniótico (na medida do possível, dadas as limitações científicas da época), mas também formulou uma hipótese de desenvolvimento emocional saudável, que se completa, por natureza, em três fases sucessivas: as fases oral, anal e genital. Sendo que o impulso sexual desta última entra em um período de “latência” – a A Bela Adormecida – entre aproximadamente 7 e 12 anos, em benefício do crescimento sócio‑intelectual.

### Configuração Tradicional
Os psicanalistas atribuem grande ênfase às experiências da primeira infância, esforçando‑se para superar a Amnésia infantil. Na configuração tradicional freudiana, o paciente deita‑se em um divã, enquanto o analista ocupa uma posição logo atrás ou de alguma forma fora de vista. O paciente deve expressar todos os seus pensamentos, segredos e sonhos, incluindo as associações livres e as fantasias. Além de sua função de fortalecer o ego por meio da capacidade de pensar de forma dialética – a “primazia do intelecto” de Freud –, a terapia visa também induzir a transferência. Assim, o paciente projeta em seu analista as figuras internalizadas de sua mãe e de seu pai, conforme foram educadas desde o nascimento em seu superego. Como fazia na infância, ele revive os sentimentos de dependência impotente, o desejo inútil de amor, a raiva, a fúria e o impulso de vingança contra os pais falhos, mas agora com a possibilidade de processar esses conteúdos que moldaram sua personalidade. Todas as pessoas criadas em culturas morais projetam medos irracionais e esperanças de felicidade em diversos contextos. O termo Contratransferência indica que o próprio analista projeta esses conteúdos no paciente; assim, ele possui um problema próprio e deve procurar seu próprio analista se, devido à inexperiência, não for capaz de ajudar a si mesmo.
A partir do conjunto do que é demonstrado e comunicado, o analista deduz conflitos inconscientes – oriundos de traumas impostos – que causam os sintomas do paciente, seus problemas de personalidade e caráter, formulando um Diagnóstico. Essa explicação sobre a origem da perda da saúde mental e dos processos analíticos, como um todo, confronta o ego do paciente com os mecanismos de defesa patológicos, tornando‑o consciente tanto destes quanto dos conteúdos instintivos do id, reprimidos por eles, auxiliando‑o, assim, a compreender melhor a si mesmo e o mundo no qual vive, nasceu e foi educado.

### Tocando o Infinito

As três instâncias do modelo estrutural, combinadas com achados da neurologia moderna. O desenho remete às teses básicas da metapsicologia de Freud. Segundo ele, a alma, com suas necessidades inatas, consciência e memória, assemelha‑se a um “aparelho psíquico” ao qual se pode atribuir “extensão espacial e composição de várias partes (...)” e cuja “localização … é o cérebro (sistema nervoso)”. Decisivo para essa visão de Freud foi o seu Projeto para uma Psicologia Científica. Escrito em 1895, nele ele desenvolve a tese de que o cérebro é capaz de armazenar experiências em sua rede neuronal por meio de “uma mudança permanente após um evento”, uma das principais funções do superego.

Isso inclui, dentre outros aspectos, o fato de que a vertente neurológica da psicanálise forneceu recentemente evidências de que o cérebro armazena experiências em redes neuronais especializadas (função de memória do superego) e que o ego concentra seu foco máximo de pensamento consciente no lobo frontal. Em certos aspectos, o próprio Freud encarna o fundador desse campo de pesquisa moderna. Paralelamente à consolidação da psicanálise, contudo, ele se afastou dela, argumentando que a “consciência” é dada de forma direta – não podendo ser explicada a partir de insights acerca de detalhes fisiológicos. Essencialmente, duas coisas eram conhecidas sobre a alma viva: o cérebro, com seu sistema nervoso que se estende por todo o organismo, e os atos da consciência. Na visão de Freud, portanto, inúmeros fenômenos podem ser integrados entre “ambos os extremos do nosso conhecimento” (tanto os achados da neurologia moderna quanto, por exemplo, a posição do nosso planeta no universo), mas isso contribui apenas para a “localização espacial dos atos da consciência”, e não para sua compreensão.
Com referência a Descartes, os neuropsicanalistas contemporâneos explicam essa situação como uma dicotomia mente-corpo, isto é, como duas espécies totalmente diferentes de “substância”: um objeto e um sujeito que não pode objetificar a si mesmo. No que diz respeito à libido de Freud, essa dicotomia é denominada “monismo de duplo aspecto”. Esse ponto aborda o aspecto da psicanálise que se mostra mais difícil de apreender pelos métodos das ciências empiricamente fundamentadas – afinal, somente sob a premissa kantiana de que os sistemas vivos sempre emitem julgamentos sobre os fenômenos percebidos em relação à satisfação de suas necessidades imanentes. Por isso, Freud conceituou a libido como o elemento Teleologia de seu modelo tripartido da alma, uma energia desejante que conecta causa e finalidade, em vez de ser meramente um “efeito”. Essa força universal encarna a fonte psíquica que impulsiona todas as necessidades instintivas dos seres vivos, bem como a Primeira Causa de sua evolução física. Nesse caminho, o comportamento sexual realiza a Lei da Seleção natural de Darwin, favorecendo as formas corporais mais aptas e esteticamente bem proporcionadas na reprodução. Freud estava igualmente familiarizado com o aspecto energético‑econômico da evolução e dos processos psíquicos (ver definição dos três vetores metapsicológicos) quanto com a trindade da filosofia grega, especialmente com a unidade transcendente da verdade de Platão – que expressa o bem e a beleza em igual medida, ancorada nas proporções da Razão áurea.

### A Questão da Análise Leiga
A visão de mundo de Freud, com a interpretação dos sonhos como “o caminho régio para o inconsciente”, não foi concebida como fonte de renda (“dinheiro não é o desejo de uma criança”), mas como um método cuja apropriação está aberta a todos. No “encontro de quarta‑feira” da psicanálise jovem, acadêmicos e pessoas não instruídas trabalharam em pé de igualdade para redescobrir a felicidade perdida no Continente Negro da alma humana – algo de difícil compreensão para alguns forasteiros. Para evitar mal‑entendidos, Freud estabelece de forma clara a única condição para que se possa dedicar seriamente a esse interesse em seu tratado A Questão da Análise Leiga: o exame metódico da própria situação interior, sempre que possível com o auxílio de um psicanalista experiente.
A psicanálise tem sido uma disciplina controversa desde o seu surgimento, e sua eficácia enquanto tratamento permanece contestada, embora sua influência na psicologia e na psiquiatria seja inegável. Perspectivas psicanalíticas também são amplamente empregadas fora do campo terapêutico, por exemplo, no cinema e na crítica literária, na interpretação de contos de fadas ou de conceitos filosóficos (substituindo o a priori de Kant pelas condições do aparato mental), em ideologias como o Marxismo e no fenômeno da criatividade tecnológica e cultural da humanidade e de seus parentes zoológicos mais próximos.

## História

### 1885–1900
A ideia da psicanálise começou a receber atenção séria na década de 1890; Freud chamou-a inicialmente de Associação Livre. Durante esse período, ele trabalhou como neurologista em um hospital infantil, onde foram feitas tentativas de desenvolver um tratamento eficaz para os chamados sintomas neuróticos, mas os exames detalhados não revelaram nenhum defeito orgânico. Em uma monografia sobre esse assunto, Freud documenta sua suspeita de que os sintomas neuróticos poderiam ter causas psicológicas.
Em 1885, Freud teve a oportunidade de estudar no Salpêtrière, em Paris, sob a orientação do famoso neurologista Jean-Martin Charcot. Charcot especializou-se na área da paralisia histérica e da anestesia e estabeleceu a hipnose como uma ferramenta de pesquisa, cuja aplicação experimental possibilitava, de fato, eliminar sintomas desse tipo. Pessoas paralisadas podiam, de repente, voltar a andar; cegos podiam ver. Embora esse efeito não seja conhecido por durar muito – como Freud descobriu em seus próprios experimentos – o fenômeno da falsa cura hipnótica desempenhou um papel decisivo em convencê-lo da causa psico-traumática do multifacetado quadro clínico neurótico.
A primeira tentativa de Freud para explicar os sintomas neuróticos foi apresentada em Estudos sobre a Histeria (1895). Coautorado com seu mentor Josef Breuer, esse trabalho é geralmente considerado o nascimento da psicanálise. A obra baseou-se no tratamento, parcialmente conjunto, de Bertha Pappenheim, referida nos estudos de caso pelo pseudônimo Anna O.. A própria Bertha denominou o tratamento de cura falada. Breuer, um distinto médico, ficou surpreso, mas permaneceu vago; enquanto Freud formulava sua hipótese de que a histeria de Anna parecia ser causada por experiências angustiantes, porém inconscientes, relacionadas à sexualidade – suposição fundamentada nas associações correspondentes feitas pela jovem. Ela, por vezes, gostava de renomear, em tom de brincadeira, sua cura falada como varredura de chaminé (uma associação com o conto de fadas pelo qual a cegonha traz um bebê para a casa) – ou, segundo Lacan, "quanto mais Anna fornecia significantes, mais ela tagarelava, melhor ficava."
Por volta da mesma época, Freud havia começado a desenvolver uma hipótese neurológica sobre fenômenos mentais, como a memória, mas logo abandonou essa tentativa e a deixou inédita. Percepções sobre os processos neurais-bioquímicos que armazenam experiências no cérebro – como gravar a proverbial tabula rasa com algum código – pertencem ao ramo fisiológico da ciência e conduzem a uma direção de pesquisa diferente daquela que indaga as diferenças entre consciência e inconsciência. Após refletir sobre um termo adequado, Freud chamou seu novo instrumento e campo de pesquisa de psicanálise, termo introduzido em seu ensaio “Hereditariedade e Etiologia das Nevroses” (1896), escrito e publicado em francês.

#### A tese do abuso
Em 1896, Freud também publicou sua teoria da sedução, na qual assumia como certo ter descoberto memórias reprimidas de incidentes de abuso sexual em cada um de seus pacientes anteriores. Esse tipo de excitações sexuais na criança seria, portanto, o pré-requisito para o desenvolvimento posterior de sintomas histéricos e de outros tipos de sintomas neuróticos.
Isso contraria a tese da sedução que Freud relatou no mesmo ano, em que pacientes expressaram seu "incrédulo enfático" a esse respeito – afirmando que "não tinham a sensação de lembrar das cenas infantis sexuais".:204 No decorrer de suas pesquisas posteriores, Freud começou a duvidar de sua tese de que tal abuso deveria ser quase onipresente em nossa sociedade. Inicialmente, ele expressou, de forma reservada, sua suspeita de ter cometido um erro a seu amigo e colega Wilhelm Fliess em 1898; porém, foram necessários mais 8 anos até que ele esclarecesse suficientemente as obscuras conexões para revogar publicamente sua tese, expondo os motivos. (A posição final de Freud acerca da origem das neuroses em geral está resumida em sua obra tardia O Mal-Estar na Civilização. Segundo ele, as causas não residem no abuso sexual generalizado de crianças, mas na forma como cada geração educa a seguinte a adotar as regras de convivência conhecidas como moralidade. Ver também O Futuro de uma Ilusão).

#### O mecanismo do segredo
Em meados da década de 1890, Freud ainda sustentava sua hipótese de abuso sexual. Nesse contexto, ele relatou fantasias de vários pacientes que, por um lado, apontavam para memórias de cenas de masturbação infantil armazenadas no inconsciente, enquanto, por outro, as partes mais conscientes buscavam tornar esses atos, moralmente proibidos como prazeres infantis, irreconhecíveis, de modo a encobri-los. O ponto interessante para Freud não era tanto o segredo em si (um comportamento bem característico da era Vitoriana), mas a seguinte realização dupla: que as crianças – na época consideradas anjinhas inocentes – iniciam, por vontade própria, ações prazerosas (ou seja, possuem “instintos”, posteriormente atribuídos ao “id”); e o surgimento, possivelmente induzido pela educação, de um mecanismo [[Psicopatologia|psicopatológico], cuja função é ocultar impulsos desse tipo da própria consciência. Pouco depois, ele passou a supor que tais achados forneceriam evidências para um tipo de desejos edípicos.

#### Da desgraça de sangue à autocastração
Na tragédia Édipo, à qual Freud se refere, não ocorre exploração sexual de uma criança por seus pais ou por outros adultos. O tratamento poético de Sófocles desse antigo mito grego versa sobre o próprio desejo sexual de Édipo, direcionado à sua mãe Jocasta – reconhecidamente, enquanto ele já era um homem maduro genitalmente e sem ter consciência da estreita relação sanguínea que incluía, ainda que inconscientemente, um patricídio –, desejo esse que a mulher retribui de maneira igualmente desavisada. Freud interpreta o trecho em que Édipo – após perceber sua séria violação do tabu moral-totêmico do tabu do incesto – arranca os olhos com o grampo dourado da agulha da camisola de sua esposa e mãe (enquanto Jocasta comete suicídio) como manifestação do mesmo mecanismo de “encobrimento” que ele começava a identificar nas fantasias mencionadas anteriormente. Aos seus olhos, a psicanálise atua na direção oposta a esse mecanismo de autoilusão pré-consciente, trazendo de volta ao campo da percepção interna – isto é, à consciência – os desejos reprimidos (o “id”) em razão do tabu do incesto. Isso suscitou, para Freud, a questão da origem primordial das proibições morais. Trata-se de um campo de pesquisa que o levou profundamente à pré-história evolutiva e cultural da humanidade (ver, por exemplo, a horda primal de Darwin; sua abolição por meio do patricídio e a introdução da monogamia em Totem e Tabu) e que, segundo o próprio Freud, teve de ser deixado inacabado como hipótese não testada em razão da falta de pesquisa com primatas.

#### O significado dos sonhos
Em 1899, a obra de Freud havia progredido o suficiente para que ele pudesse publicar A Interpretação dos Sonhos. Este, para ele, foi o mais importante de seus escritos, Pois formulou a percepção de que todo sonho contém uma mensagem disfarçada simbolicamente, passível de decodificação com o auxílio das associações livres do sonhador. O propósito de cada sonho é, portanto, informar o sonhador sobre sua complexa situação interior: em essência, um conflito decorrente das demandas de necessidades inatas e das regras comportamentais impostas externamente, que proíbem a satisfação dessas necessidades. Freud denominou o primeiro de processo primário, que ocorre predominantemente no inconsciente, e o segundo de processo secundário, composto por pensamentos, em sua maioria conscientes e mais ou menos coerentes.
Freud resumiu essa visão em seu primeiro modelo da alma. Conhecido como o modelo topológico, esse modelo divide o organismo em três áreas ou sistemas: o inconsciente, o pré-consciente e o consciente. As necessidades sexuais pertencem ao inconsciente e são forçadas a permanecer lá se o conteúdo do consciente as repele. Esse é o caso em sociedades que geralmente consideram toda atividade sexual extra e pré-matrimonial – incluindo o homoerotismo, o comportamento de Onan bíblico e o incesto – como um "pecado", transmitindo esse valor à geração seguinte por meio de punições concretas ou ameaçadas. A educação moral cria medos de violência punitiva ou de ser privado do amor na alma da criança. Tais conteúdos são armazenados neuronalmente no pré-consciente e influenciam a consciência na forma das regras de comportamento internalizadas. (O segundo modelo da alma de Freud, o modelo de três instâncias ou estrutural, introduz uma distinção mais clara. A topologia deixa de ser o fator decisivo e passa a ser a função específica de cada uma das três instâncias. Esse novo modelo não substituiu o primeiro: ele o integrou.)
A Interpretação dos Sonhos inclui a primeira conceituação abrangente do Complexo de Édipo: o menininho admira seu pai pelas vantagens mentais e físicas do homem adulto e deseja tornar-se como ele, mas também entra em conflito com o pai devido às mulheres ao redor – causa do tabu do incesto. Esse conflito inicia – partindo do id – uma raiva que pode crescer até se transformar em um impulso mortal de vingança contra o pai. Impulsos que o menininho não pode expressar (não menos por conta da profunda dependência do amor dos pais) e, por isso, são reprimidos no inconsciente. Sintomaticamente, essa situação interior manifesta-se como um sentimento de inferioridade, chegando a formar um complexo de castração. O mito de Édipo versa sobre a tentativa de liberar a potência “amputada” do id, mas fracassa por causa dos motivos inconscientes remanescentes. À medida que o ego é dominado pelo medo punitivo decorrente do conteúdo moral do seu superego pré-consciente, ele se isola do desejo instintivo de conhecimento (cegando-se).
Tentativas de encontrar um equivalente feminino para o complexo de Édipo não produziram bons resultados. Segundo Freud, meninas, devido aos seus genitais anatomicamente diferentes, não podem identificar-se com o pai, nem desenvolver uma fobia de castração como os meninos; assim, esse síndrome parece ser reservado para o sexo oposto. Psicanalistas feministas debatem se o pai da psicanálise pode ter sido vítima de sexismo nesse caso. Para compensar a desvantagem percebida, elas postulam um complexo de Jocasta composto por um desejo incestuoso de mães por seus filhos infantis; Contudo, outros analistas criticam essa nomenclatura e tentam generalizar, uma vez que a Jocasta de Sófocles, em particular, não exibe esse comportamento (ao invés disso, ela entregou seu bebê para ser morto). O interesse especial da bruxa por o pequeno Hansel (enquanto ela apenas abusa de sua irmã como escrava doméstica) oferece uma evidência muito mais consistente, embora tal "síndrome da casa crocante" tampouco deva ser considerada tão onipresente quanto o próprio complexo de Édipo.

#### Críticos da tese do abuso e de Freud em geral
Na segunda metade do século XX, diversos pesquisadores freudianos questionaram a percepção do autor de que seus pacientes haviam lhe relatado abusos sexuais ocorridos na infância. Alguns argumentaram que Freud impôs sua visão preconcebida aos pacientes, enquanto outros levantaram a suspeita de falsificação consciente.
São dois argumentos distintos. O último questiona se Freud mentiu deliberadamente para fazer com que a supostamente infundada psicanálise aparecesse como uma ciência legítima; o primeiro parte do pressuposto de que ocorreu um ato cometido sem consciência. Freud respondeu, em diversos trechos de sua obra, de forma idêntica a ambos os argumentos: que a ciência natural é um processo baseado em tentativa e erro. Um processo lento, mas seguro, no qual é impossível ter conceitos precisamente definidos desde o início ou fenômenos que, de imediato, se esclarecessem sem quaisquer lacunas ou contradições. "De fato, até mesmo a física teria perdido todo o seu desenvolvimento se tivesse sido forçada a esperar até que seus conceitos de matéria, energia, gravidade e outros alcançassem a clareza e a precisão desejáveis."
O psicólogo Frank Sulloway aponta, em seu livro Freud, Biólogo da Mente: Além da Lenda Psicanalítica, que as teorias e hipóteses da psicanálise estão ancoradas nas descobertas da biologia contemporânea. Ele menciona a profunda influência da teoria da evolução de Charles Darwin sobre Freud e cita esse entendimento a partir dos escritos de Haeckel, Wilhelm Fliess, Krafft-Ebing e Havelock Ellis.:30

### 1900–1940
Em 1905, Freud publicou Três Ensaios sobre a Teoria da Sexualidade, no qual expôs sua descoberta das fases psicosexuais, que categorizavam o desenvolvimento infantil precoce em cinco estágios, dependendo da afinidade sexual que a criança possuía em cada fase:
- Oral (0–2 anos);
- Anal (2–4 anos);
- Fásico fálico-edípico ou Primeira genital (3–6 anos);
- Latência (6 até a puberdade); e
- Genital maduro (da puberdade em diante).

Sua formulação inicial incluía a ideia de que, devido às restrições sociais, os desejos sexuais eram reprimidos no inconsciente e que a energia desses desejos reprimidos poderia resultar em ansiedade ou em sintomas físicos. As técnicas de tratamento iniciais, incluindo o hipnotismo e a abreação, foram concebidas para tornar o inconsciente consciente, aliviando a pressão e os sintomas aparentemente decorrentes. Esse método seria posteriormente abandonado por Freud, que atribuiria à associação livre um papel mais importante.
Em Sobre o Narcisismo (1914), Freud voltou sua atenção para o assunto titular do narcisismo. Freud caracterizou a diferença entre a energia direcionada para o self e a energia voltada para os outros por meio de um sistema conhecido como cathexis. Em 1917, em Luto e Melancolia, ele sugeriu que certas depressões eram causadas pela projeção de uma raiva carregada de culpa contra o self.
Também disponível via Internet Archive. Em 1919, através de "Uma Criança Está Sendo Espancada", ele começou a abordar os problemas do comportamento autodestrutivo e do masoquismo sexual. Baseando-se em sua experiência com pacientes deprimidos e autodestrutivos e refletindo sobre o carnificina da Primeira Guerra Mundial, Freud passou a ficar insatisfeito em considerar apenas motivações orais e sexuais para o comportamento. Em 1920, ele abordou o poder da identificação (com o líder e com outros membros) em grupos como motivação para o comportamento em Psicologia de Grupo e a Análise do Ego.
— 1955 [1920]. "Psicologia de Grupo e a Análise do Ego Arquivado em 2021-01-08 no Wayback Machine." pp. 65–144 em Edição Padrão 18, traduzido por J. Strachey. Londres: Hogarth Press. Nesse mesmo ano, Freud sugeriu sua teoria dos impulsos duais de sexualidade e agressão em Para Além do Princípio do Prazer, na tentativa de explicar a destrutividade humana. Além disso, foi a primeira aparição de sua "teoria estrutural", composta pelos três novos conceitos: id, ego e superego.
— 1955 [1920]. "Para Além do Princípio do Prazer." Em A Edição Padrão das Obras Psicológicas Completas de Sigmund Freud 18, traduzido por J. Strachey. Londres: Hogarth Press.</ref>
Três anos depois, em 1923, ele resumiu as ideias de id, ego e superego em O Ego e o Id. Resumos acessíveis podem ser encontrados em Simply Psychology e JSTOR Daily Roundtable. Glossary via University of Notre Dame. No livro, Freud revisou toda a teoria do funcionamento mental, considerando agora que a repressão era apenas um dos muitos mecanismos de defesa e que ocorria para reduzir a ansiedade. Assim, ele caracterizou a repressão tanto como causa quanto como resultado da ansiedade. Em 1926, em "Inibições, Sintomas e Ansiedade", Freud demonstrou como o conflito intrapsíquico entre o impulso e o superego causava ansiedade, e como essa ansiedade poderia levar à inibição de funções mentais, como o intelecto e a fala. Em 1924, Otto Rank publicou O Trauma do Nascimento, que analisou a cultura e a filosofia em relação à ansiedade de separação ocorrida antes do desenvolvimento de um complexo edípico. As teorias de Freud, entretanto, não identificavam tal fase. Segundo ele, o complexo de Édipo estava no centro da neurose e era a fonte fundamental de toda a arte, mito, religião, filosofia, terapia – de fato, de toda a cultura e civilização humanas. Foi a primeira vez que alguém, no círculo íntimo de Freud, caracterizou algo diferente do complexo de Édipo como contribuinte para o desenvolvimento intrapsíquico – noção que foi rejeitada por Freud e seus seguidores na época.
Em 1936, o "Princípio da Múltipla Função" foi esclarecido por Robert Waelder. Ele ampliou a formulação segundo a qual os sintomas psicológicos eram, simultaneamente, causa e alívio dos conflitos. Ademais, os sintomas (tais como fobias e compulsões) representavam cada um elementos de um desejo impulsivo (sexual e/ou agressivo), do superego, da ansiedade, da realidade e das defesas. Também em 1936, Anna Freud, filha de Sigmund, publicou seu livro seminal, O Ego e os Mecanismos de Defesa, no qual descrevia inúmeras maneiras pelas quais a mente podia bloquear da consciência conteúdos perturbadores.

### Décadas de 1940–presente
Quando o poder de Hitler cresceu, a família Freud e muitos de seus colegas fugiram para Londres. Em menos de um ano, Sigmund Freud faleceu. Nos Estados Unidos, também após a morte de Freud, um novo grupo de psicanalistas passou a explorar a função do ego. Liderado por Heinz Hartmann, esse grupo fundamentou-se na compreensão da função sintética do ego, entendido como mediador no funcionamento psíquico, distinguindo-a das funções autônomas do ego (por exemplo, memória e intelecto). Esses "psicólogos do ego", na década de 1950, abriram caminho para que o trabalho analítico se concentrasse nas defesas (mediadas pelo ego) antes de investigar as raízes mais profundas dos conflitos inconscientes.
Além disso, houve um crescente interesse em psicanálise infantil. A psicanálise tem sido utilizada como ferramenta de pesquisa no desenvolvimento infantil, e ainda é empregada para tratar determinados distúrbios mentais. Na década de 1960, os primeiros pensamentos de Freud acerca do desenvolvimento da sexualidade feminina na infância foram contestados; esse desafio conduziu ao desenvolvimento de uma variedade de compreensões sobre o desenvolvimento sexual feminino, muitas das quais alteraram o cronograma e a normalidade de várias das teorias freudianas. Vários pesquisadores seguiram os estudos de Karen Horney sobre as pressões sociais que influenciam o desenvolvimento das mulheres.
Na primeira década do século XXI, existiam aproximadamente 35 institutos de treinamento em psicanálise nos Estados Unidos, credenciados pela American Psychoanalytic Association (APsaA), que é uma organização componente da International Psychoanalytical Association (IPA), e mais de 3000 psicanalistas formados praticavam nos Estados Unidos. A IPA credencia centros de treinamento psicanalítico por meio de tais "organizações componentes" em todo o mundo, incluindo países como Sérvia, França, Alemanha, Áustria, Itália, Suíça, entre muitos outros, bem como cerca de seis institutos diretamente nos Estados Unidos.

### A psicanálise como movimento
Freud fundou a Sociedade Psicológica das Quartas-feiras em 1902, a qual Edward Shorter argumenta ter marcado o início da psicanálise como movimento. Essa sociedade transformou-se na Sociedade Psicanalítica de Viena em 1908, no mesmo ano em que ocorreu o primeiro congresso internacional de psicanálise, realizado em Salzburgo, Áustria.(p110) Alfred Adler foi um dos membros mais ativos dessa sociedade em seus primeiros anos.(p584)
O segundo congresso de psicanálise ocorreu em Nuremberga, Alemanha, em 1910.(p110) Nesse congresso, Ferenczi convocou a criação de uma Associação Internacional de Psicanálise, com Jung como presidente vitalício.(p15) Um terceiro congresso foi realizado em Weimar, em 1911.(p110) A London Psychoanalytical Society foi fundada em 1913 por Ernest Jones.

### Desenvolvimentos de formas alternativas de psicoterapia

#### Terapia cognitivo-comportamental (TCC)
Na década de 1950, a psicanálise era a principal modalidade de psicoterapia. Modelos comportamentais passaram a assumir um papel mais central na psicoterapia na década de 1960. Aaron T. Beck, um psiquiatra treinado na tradição psicanalítica, propôs testar empiricamente os modelos psicanalíticos de depressão e constatou que ruminações conscientes acerca da perda e das falhas pessoais estavam correlacionadas com a depressão. Ele sugeriu que crenças distorcidas e tendenciosas eram um fator causal da depressão, publicando um artigo influente em 1967, após uma década de pesquisas utilizando o construto de esquemas para explicar a depressão.:221 Beck desenvolveu essa hipótese – apoiada empiricamente – acerca da causa da depressão em uma terapia falada denominada Terapia cognitivo-comportamental (TCC) no início da década de 1970.

#### Teoria do apego
Ver também
A teoria do apego foi desenvolvida teoricamente por John Bowlby e formalizada empiricamente por Mary Ainsworth. Bowlby foi treinado na psicanálise, mas preocupava-o certas características dessa corrente – como o dogmatismo, a terminologia arcana, a pouca atenção ao ambiente no comportamento infantil e os conceitos oriundos da terapia falada aplicados ao comportamento infantil.:23 Em resposta, ele desenvolveu uma conceituação alternativa do comportamento infantil baseada em princípios da etologia.:24 A teoria do apego de Bowlby rejeita o modelo de desenvolvimento psicosexual de Freud, fundamentado no modelo edípico.:25 Por seu trabalho, Bowlby foi afastado dos círculos psicanalíticos que não aceitavam suas teorias. Contudo, sua conceituação foi amplamente adotada pela pesquisa mãe-bebê na década de 1970.:26

## Modelos e teorias
As teorias psicanalíticas predominantes podem ser organizadas de acordo com suas escolas teóricas. Embora as perspectivas sejam diferentes, a maioria delas enfatiza a influência dos elementos inconscientes sobre o consciente. Além disso, ocorreram adequações significativas na consolidação dos elementos de teorias conflitantes.

### Modelo topográfico
O modelo topográfico, também chamado de teoria topográfica, foi nomeado e descrito pela primeira vez por Sigmund Freud, no livro A Interpretação dos Sonhos (1899). A teoria levanta a hipótese de que o aparelho psíquico pode ser dividido nos sistemas Consciente, Pré-consciente e Inconsciente. Esses sistemas não são estruturas anatômicas do cérebro, mas sim processos mentais. Embora Freud tenha mantido essa teoria por um longo tempo, ele a substituiu amplamente pela teoria estrutural. A teoria topográfica permanece como um dos pontos de vista metapsicológicos para descrever como a mente funciona na teoria psicanalítica clássica.

### Modelo estrutural
O modelo estrutural divide a psique em id, ego e superego. O id está presente desde o nascimento como repositório dos instintos básicos, os quais Freud chamou de pulsões (Triebe): ele é desorganizado e inconsciente, e opera apenas no princípio do prazer, sem realismo ou previsão. O ego se desenvolve lenta e gradualmente, preocupando-se em mediar a urgência do id e as realidades do mundo externo; assim, ele opera no princípio de realidade. O superego é considerado a parte do ego em que se desenvolvem a auto-observação, a autocrítica e outras faculdades reflexivas e de julgamento. O ego e o superego estão parcialmente conscientes e parcialmente inconscientes.

### Abordagens teóricas e clínicas
Durante o século XX, surgiram muitos modelos clínicos e teóricos diferentes da psicanálise.

#### Psicologia do ego
A psicologia do ego foi inicialmente sugerida por Freud em "Inibições, sintomas e ansiedade" (1926), e posteriormente foi ampliada através do trabalho de Anna Freud sobre os mecanismos psiquícos de defesa, publicado pela primeira vez em seu livro "O Ego e os Mecanismos de Defesa".

#### Teoria moderna do conflito
A moderna teoria do conflito, uma variação da psicologia do ego, é uma versão revisada da teoria estrutural, mais especificamente por alterar conceitos relacionados ao local onde os pensamentos reprimidos foram armazenados. A teoria moderna do conflito trata dos sintomas emocionais e traços de caráter como soluções complexas para o conflito mental.

#### Teoria da relação de objetos
A teoria da relação de objetos tenta explicar os altos e baixos das relações humanas por meio de um estudo de como as representações internas do "eu" e dos "outros" são organizadas.

#### Psicanálise lacaniana
A psicanálise lacaniana integra a psicanálise com a linguística estrutural e a filosofia hegeliana, e é tida como um afastamento da psicanálise tradicional britânica e americana. Jacques Lacan costumava usar a frase "retourner à Freud" ("retornar a Freud") em seus seminários e escritos, pois defendia que suas teorias eram uma extensão das próprias obras de Freud. Desse modo, afasta-se de algumas teorias, como as de Anna Freud, a psicologia do ego, teoria da relação de objetos e, ainda, ressalta a necessidade de ler as obras completas de Freud, e não apenas uma parte delas. Os conceitos de Lacan dizem respeito ao estágio do espelho e a nodulação do real, simbólico e imaginário, e também à afirmação de que "o inconsciente se estrutura como uma linguagem".
Por sua postura cada vez mais crítica em relação ao desvio do pensamento de Freud, muitas vezes destacando textos e leituras particulares de seus colegas, Lacan foi excluído da atuação como analista em formação da Associação Psicanalítica Internacional, levando-o a criar sua própria escola para manter uma estrutura institucional para os muitos candidatos que desejavam continuar suas análises com ele.

## Eficácia
A profissão psicanalítica tem sido resistente à pesquisa de eficácia. As avaliações de eficácia baseadas apenas na interpretação do terapeuta não podem ser comprovadas.

### Resultados de pesquisas
Numerosos estudos demonstraram que a eficácia da terapia está relacionada principalmente à qualidade do terapeuta, e não à escola, técnica ou treinamento.
Em uma metanálise de 2019, a terapia psicanalítica e psicodinâmica foi eficaz na melhoria do bem-estar psicossocial, reduzindo a suicidalidade e o comportamento de autolesão em pacientes com intervalo de 6 meses. Também houve evidências favoráveis à psicoterapia psicanalítica como um tratamento eficaz para o Transtorno de Déficit de Atenção e Hiperatividade (TDAH) e Transtorno desafiador de oposição (TDO) quando comparado com metilfenidato com tratamento de gestão comportamental.  Uma metanálise em 2012 e 2013 encontrou apoio ou evidência para a eficácia da terapia psicanalítica. Outras metanálises publicadas nos últimos anos mostraram a psicanálise e a psicoterapia psicanalítica como eficazes, com resultados comparáveis ou maiores do que outros tipos de psicoterapia ou medicamentos antidepressivos.
Existem correntes de intervenção contemporâneas que utilizam teorias psicanalíticas ou modelos derivados da psicanálise, tal como a psicoterapia psicodinâmica, da qual algumas metanálises têm mostrado eficiência e que ela seria tão eficaz quanto outras terapias, incluindo a terapia cognitivo-comportamental. Contudo, isso ainda não define um ambiente favorável para a psicanálise.
Essas metanálises foram submetidas a várias críticas. Em particular, a inclusão de estudos pré/pós ao invés de ensaios clínicos randomizados, e a ausência de comparações adequadas com tratamentos de controle, é uma limitação séria na interpretação dos resultados. Um relatório francês de 2004 do INSERM concluiu que a terapia psicanalítica é menos eficaz do que outras psicoterapias (incluindo terapia cognitivo-comportamental) para certas doenças.
Em 2011, o Associação Americana de Psicologia revisou 103 ensaios controlados randomizados que comparavam tratamento psicodinâmico e concorrente não dinâmico, publicados entre 1974 e 2010, dos quais 63 foram considerados de qualidade adequada. Das 39 comparações com um concorrente ativo, eles descobriram que 6 tratamentos psicodinâmicos foram superiores, 5 foram inferiores e 28 não mostraram diferença. O estudo encontrou esses resultados promissores mas explicitou a necessidade de ensaios de melhor qualidade que replicassem resultados positivos em desordens específicas.
Metanálises de Psicoterapia Psicodinâmica de Curto Prazo (PPCP) descobriram tamanhos de efeito variando de 0,34 a 0,71 em comparação com nenhum tratamento, além de ser encontrado como ligeiramente melhor do que outras terapias no acompanhamento. Outras avaliações encontraram um tamanho de efeito de 0,78 a 0,91 para transtornos somatoformes comparado a nenhum tratamento e 0,69 para o tratamento da depressão. Uma metanálise feita em 2012 pela "Harvard Review of Psychiatry" sobre Psicoterapia Dinâmica Intensiva de Curto Prazo (PDICP) encontrou tamanhos de efeito variando de 0,84 para problemas interpessoais a 1,51 para depressão. A PDICP no geral teve um tamanho de efeito de 1,18 em comparação com nenhum tratamento.
Uma revisão sistemática da literatura de 2009 concluiu que as terapias psicanalíticas a longo prazo são eficazes no tratamento de problemas psicológicos. Já uma metanálise da Psicoterapia Psicodinâmica de Longo Prazo (PPLP) em 2012 encontrou um tamanho de efeito geral de 0,33, o que é modesto. Esse estudo concluiu que a taxa de recuperação após o PPLP foi igual a dos tratamentos de controle - incluindo o tratamento como de costume -, e encontrou a evidência para a eficácia do PPLP ser limitada e, na melhor das hipóteses, conflitante. Outros encontraram tamanhos de efeito de 0.44-0.68.
De acordo com uma revisão francesa de 2004 conduzida por INSERM, a psicanálise foi presumida ou comprovadamente eficaz no tratamento de transtorno de pânico, transtorno de estresse pós-traumático (TEPT), e transtornos de personalidade, mas não encontrou evidências de sua eficácia no tratamento esquizofrenia, transtorno obsessivo-compulsivo, fobia específica, bulimia e anorexia.
Uma revisão sistemática da literatura médica de 2001 feita Colaboração Cochrane concluiu que não existem dados que demonstrem que a psicoterapia psicodinâmica é eficaz no tratamento da esquizofrenia e de transtornos mentais graves, e advertiu que a medicação deve sempre ser usada juntamente com qualquer tipo de tratamento psicoterápico em casos de esquizofrenia. A revisão francesa de 2004 feita pela INSERM encontrou o mesmo resultado. The Schizophrenia Patient Outcomes Research Team (em português: Equipe de Resultados de Pacientes com Esquizofrenia) desaconselha o uso de terapia psicodinâmica em casos de esquizofrenia, argumentando que mais ensaios são necessários para verificar sua eficácia.

## Correntes, dissensões e críticas
Diversas dissidências da matriz freudiana foram sendo verificadas ao longo do século XX, tendo a psicanálise encontrado seu apogeu nos anos 1950 e 1960.
As principais dissensões enfrentadas pelo criador da psicanálise envolveram C. G. Jung e Alfred Adler, que participavam da expansão da psicanálise no começo do século XX. Jung fora, inclusive, o primeiro presidente da Associação Internacional de Psicanálise (IPA) - tendo posteriormente renunciado ao cargo - e seguidor das ideias de Freud. Outros dissidentes importantes foram Otto Rank, Erich Fromm e Wilhelm Reich. No entanto, a partir da teoria psicanalítica de Freud, fundou-se uma tradição de pesquisas envolvendo a psicoterapia, o inconsciente e o desenvolvimento da práxis clínica, com uma abordagem puramente psicológica.
... aquelas "observações clínicas" que os analistas ingenuamente acreditam confirmar sua teoria não podem fazer mais do que as confirmações diárias que os astrólogos encontram em sua prática. E quanto ao épico de Freud sobre o Ego, o Superego e o Id, nenhuma reivindicação substancialmente forte de status científico pode ser feita para ele do que para as histórias coletadas de Homero no Olimpo.— Karl Popper, 1990
Desenvolvimentos tais como a psicoterapia humanista/existencial, a psicoterapia reichiana, dentre diversas outras terapias existentes, foram, sem dúvida, influenciadas pela tradição psicanalítica, embora tenham conferido uma visão particular aos conteúdos da psicologia clínica.
O método de interpretar os pacientes e buscar a cura de enfermidades físicas e mentais através de um diálogo sistemático/metodológico com os pacientes foi uma inovação trazida por Freud desenvolvido a partir de suas observações e experiência de tratamento através da hipnose. Até então, os avanços na área da psicoterapia eram obsoletas e tinham um apelo pela sugestão ou pela terapia com banhos, sangria (medicina) e outros métodos antigos no combate às doenças mentais. O verdadeiro choque moral provocado pelas ideias de Freud serviu para que a humanidade rompesse, ou pelo menos repensasse muito de seus tabus e preconceitos na compreensão da sexualidade, tornando importantíssima sua contribuição ao conhecimento humano.
Na atualidade, a psicanálise já não se limita à prática e tem uma amplitude maior de pesquisa, centrada em outros temas e cenários, desenvolvendo-se como uma disciplina autônoma, ensinada em instituições psicanalíticas e em cursos universitários de Psicologia.
Depois de Freud, muitos outros psicanalistas contribuíram para o desenvolvimento da psicanálise, destacando-se Melanie Klein, Winnicott, Bion e André Green. No entanto, a principal virada no campo da psicanálise e que conciliou, ao mesmo tempo, a inovação e a proposta de um "retorno a Freud" veio com o psicanalista francês Jacques Lacan. A partir daí outros importantes autores surgiram e convivem em nosso tempo, como Françoise Dolto, Serge André (1948-2003), Juan-David Nasio (n.1942), Jacques-Alain Miller e Élisabeth Roudinesco.
Uma das recentes tendências é a criação da neuropsicanálise, cujos antecedentes remontam à fundação, em 1994, do grupo de estudos de neurociência e psicanálise, no Instituto de Psicanálise, com a participação de Arnold Pfefer e do neurocientista James Schwartz, da Universidade Columbia. A partir de 1996, fica sob a coordenação de Mark Solms, psicanalista inglês, com formação em neurociência, que vinha trabalhando em Londres e publicando trabalhos sobre o assunto desde a década de 1980. Juntamente com Pfeffer, Solms organiza o I Congresso Internacional de Neuropsicanálise, em Londres, julho de 2000, quando é criada a Sociedade Internacional de Neuro-Psicanálise. Segundo Eric Kandel, a neurociência poderia fornecer fundamentos empíricos e conceituais mais sólidos à psicanálise.

## Autores importantes
| - Anna Freud (1895-1982) - Carl Gustav Jung (1875-1961) - Donald Winnicott (1896-1971) - Ernest Jones (1879-1958) - Erik Erikson (1902-1994) - Félix Guattari (1930-1992) - Françoise Dolto (1908-1988) - Hermann Rorschach (1884-1922) - Karl Abraham (1877-1925) - Jean Laplanche (1924-2012) | - Jacques Lacan (1901-1981) - Jacques-Alain Miller (1944) - Jean-Bertrand Pontalis (1924-2013) - Melanie Klein (1882-1960) - Oskar Pfister (1873-1956) - Sigmund Freud (1856-1939) - Sandor Ferenczi (1873-1933) - Slavoj Žižek (1949) - Wilfred Bion (1897-1979) - Wilhelm Reich (1897-1957) |